# パエンナー
パエンナー（古希: Φαέννα, Phaënna）は、ギリシア神話に登場する女神。三美神・カリスの一柱である。
古代ギリシア語で「輝く女」の意である。長母音を省略してパエンナとも表記される。
ラコーニア地方ではクレーターとともに2柱の女神カリスの1柱である。アミュークライ市のティアサ川近くにターユゲテーの息子ラケダイモーンが創建したと伝わる両女神の神域があった。カリスをこの両女神に定めたのもラケダイモーンとされる。